# Căn cứ Hải quân Karlskrona
Căn cứ Hải quân Karlskrona (tiếng Thụy Điển: Karlskrona örlogsbas) là căn cứ hải quân lớn nhất của Hải quân Thụy Điển. Nó đặt tại Blekinge, phía nam Thụy Điển và có mối quan hệ chặt chẽ với thành phố Karlskrona. Căn cứ này có vị trí bảo vệ đặc biệt, vòng cung của các đảo cung cấp một hệ thống phòng thủ kiên cố không chỉ từ biển mà còn trước cả các cuộc tấn công trên bộ. Hai trong số ba đội tàu chiến của hải quân Thụy Điển đóng tại đây. Tại đây có Bảo tàng Hải quân Thụy Điển và Ropewalk, công trình bằng gỗ dài nhất Thụy Điển.

## Lịch sử
Sau khi Thụy Điển và Đan Mạch chấm dứt chiến sự sau Chiến tranh Scania (1675–1679), vua Karl XI của Thụy Điển đã thực hiện một chuyến thám sát ở phần phía đông của quần đảo Blekinge. Nhà vua ra lệnh xây dựng một thành phố lấy tên là "Carlscroona" trên đảo Trossön. Lý do chính cho việc này là để cung cấp cho Hải quân Thụy Điển một căn cứ thường trú gần với Đan Mạch trong suốt thế kỷ 17 là kẻ thù hàng đầu của Thụy Điển. Ngoài ra, một nhà máy đóng tàu là cần thiết cho cả việc đóng và sửa chữa tàu, cũng như các kho cung ứng và doanh trại. Căn cứ mới có thêm lợi thế là mặt nước bị băng vào mùa đông, không giống như căn cứ ở Stockholm trước đó từng là căn cứ chính của hải quân. Một kế hoạch cho căn cứ mới này đã được đưa ra bởi tướng Erik Dahlbergh vào năm 1683, và việc xây dựng đã được bắt đầu hai năm sau đó. Karlskrona đã nhận được đặc quyền trở thành một thành phố vào năm 1680.
Một sự cố quốc tế đã xảy ra vào ngày 27 tháng 10 năm 1981 khi tàu ngầm lớp Whiskey S-363 của Liên Xô bị mắc cạn cách Karlskrona khoảng 10 km, trong một sự kiện đôi khi được gọi là "Whiskey trên đá ngầm".
Căn cứ Hải quân này là nơi neo đậu của Hạm đội Tàu ngầm số 1 của Hải quân Vùng 3 như là:
- Hai tàu ngầm lớp Södermanland
- Ba tàu ngầm lớp Gotland
- Hai tàu hộ tống lớp Stockholm
- Hai tàu hộ tống lớp Visby
- Ba tàu tuần tra lớp Tapper
- Hai tàu đối phó thủy lôi lớp Koster
- Một tàu đối phỏ thủy lôi lớp Styrsö
- Tàu hỗ trợ tác chiến HSwMS Trossö (A264)
- Tàu tác chiến HSwMS Fårösund